# Dialog I
Dialog I – pierwszy album studyjny wielokulturowego big bandu Rebel Babel Ensemble. Został wydany w 2016 roku nakładem wydawnictwa Agora.
Płyta dotarła do 27. miejsca polskiej listy przebojów (OLiS)

## Lista utworów

### CD 1 Dialog
1. "Intro"
2. "Manifest" (L.U.C., Grubson, Wöyza, Rapusklei, Promoe, Jan Feat., BRK)
3. "Lingon Lingon" (L.U.C., Rapusklei, Promoe, Mela Koteluk, Jan Feat.)
4. "Jak Słowo Daję" (L.U.C., Bisz (B.O.K), Joka, Ńemy, Promoe, Jan Feat.)
5. "Europa" (L.U.C., Adam Lepka, Jan Feat.)
6. "Mańana" (L.U.C., Rapusklei, Jan Feat.)
7. "99%" (Promoe, Hades, L.U.C., Jan Feat.)
8. "Tinderelations" (L.U.C., Mela Koteluk, Wöyza, Bisz (B.O.K), Jan Feat.)
9. "Dialog" (L.U.C., Rapusklei, Promoe, Jan Feat.)
10. "Bike Band" (L.U.C., Grubson, Promoe, Rapusklei, Jan Feat.)

### CD 2 Instrumentals
1. "XI Symfonia Jana Feata (Live in Madrid, Retiro Park)"
2. "XII Symfonia Jana Feata"
3. "I Symfonia Jana Feata"
4. "II Symfonia Jana Feata"
5. "Europa"
6. "Mańana"
7. "XIV Symfonia Jana Feata"
8. "Tinderelations"
9. "Dialog"
10. "IV Symfonia Jana Feata"
11. Morgen Spontan Sammensaetning af de Danske Racerbaner"

## Twórcy
| - Jan Feat. – kompozycja, koncept, nuty, mix - L.U.C – kompozycja, koncept, rap, wokal (2-10) | - Promoe – rap, wokal (2-4, 7, 9-10) - Rapusklei – rap, wokal (2-3, 6, 9-10) - Mela Koteluk – wokal (3, 8) - Bisz (B.O.K) – rap, wokal (4, 8) - Wöyza – wokal (2, 8) - Joka – rap, wokal (4) - Ńemy – rap, wokal (4) - Grubson – rap, wokal (2, 10) - Hades – rap, wokal (7) | - Hanys Band (Polska – Dolny Śląsk) - Orkiestra Dęta Gminy Wejherowo (Polska – Kaszuby) - Nola Brass Band (Hiszpania – Madryt) - Enesamble Nostri Temporis – Bohdan Sehin (Ukraina) - Rebel Babel Core - Adam Lepka – trąbka, nuty - Tomasz Próchnicki – saksofon - Robert Kamalski – saksofon - Marek Kubiszyn – trąbka - Łukasz Perek – puzon - Marcin Wołowiec – puzon - Piotr Hałaj – tuba - Adam Bławicki – saksofon - Michał Lasota – perkusja - Wojciech Buliński – perkusja | - Artur Jóźwik - Jacek Gładkowski - Adrian Janisio - Marcin Cichy – mastering - Sven Gurster – mastering |